# Principio de razonabilidad
En Derecho laboral, se conoce como el principio de razonabilidad a aquel que rige la potestad de ejercicio de derechos entre el trabajador y su empleador.
Tanto el trabajador como el empleador deben ejercer sus derechos y obligaciones de acuerdo a razonamientos lógicos de sentido común, sin incurrir en conductas abusivas del derecho de cada uno.
Por ejemplo, bajo la figura de este principio, un empleador no podrá cesar el contrato laboral de un trabajador unilateralmente porque el segundo haya cometido una falta muy leve. El principio es análogo con el principio de proporcionalidad. El principio está orientado a tratar de disminuir los casos en que los empleadores actúen con extrema severidad y arbitrariedad, dándole así al trabajador una protección en su relación laboral.